# Partido de Villarino
Partido de Villarino är en kommun i Argentina.   Den ligger i provinsen Buenos Aires, i den södra delen av landet, 600 km sydväst om huvudstaden Buenos Aires. Antalet invånare är 26 517.
Omgivningarna runt Partido de Villarino är i huvudsak ett öppet busklandskap. Runt Partido de Villarino är det mycket glesbefolkat, med 2 invånare per kvadratkilometer.